# Леони, Джованни
Джованни Леони (итал. Giovanni Leoni; родился 21 декабря 2006, Рим, Италия) — итальянский футболист, центральный защитник английского клуба «Ливерпуль».

## Клубная карьера
Воспитанник клубов «Вигонтина» и «Читтаделла», в 2019 году Леони присоединился к клубу «Падова». 1 февраля 2024 года на правах аренды с правом выкупа ушёл в «Сампдорию». Летом 2024 года перешёл в «Парму». 9 ноября 2024 года дебютировал в Серии A, выйдя в стартовом составе на матч против «Венеции».
15 августа 2025 года перешёл в «Ливерпуль», подписав контракт с английским клубом до лета 2031 года. Сумма трансфера составила 26 млн фунтов.

## Карьера в сборной
Выступал за сборные Италии до 18 и до 19 лет.